# 후지미촌 (미에현)
후지미촌(藤水村)은 미에현 아노군에 설치되었던 촌이다. 현재의 쓰시에 해당한다.